# أل ماكلين
أل ماكلين (بالإنجليزية: Al McLean)‏ هو لاعب كرة قاعدة أمريكي، ولد في 20 سبتمبر 1912 في شيكاغو في الولايات المتحدة، وتوفي في 29 سبتمبر 1990 في آشبورو في الولايات المتحدة.

## وصلات خارجية
- أل ماكلين على موقعبيزبول رفرنس.كوم (الدوري الرئيسي) (الإنجليزية)
- أل ماكلين على موقعبيزبول رفرنس.كوم (الدوري الثانوي) (الإنجليزية)